# مداواة ذاتية المنشأ
مداواة ذاتية المنشأ تتعلق بالدراسة العلمية لـتنظيم وظائف الجسم عن طريق نشاط العوامل الكيميائية الموجودة بصورة طبيعية (أومن خلال التنشؤ الداخلي) للـأنسجة. وهناك تعريف أكثر تحديدًا يشمل المواد التي تم تحديدها بدايةً على أنها العوامل الخارجية التي تمتعت بتأثير موثق في الوظائف الفيزيولوجية، ولكنها ثبت مؤخرًا أنها عوامل ذاتية المنشأ. ويعد أفضل مثال على ذلك هو تصنيف الإندورفينات، التي يوحي اسمها بأنها موجودة في الدماغ وتحتوي على مستقبلات محددة موجودة بداخلها، وكان الباحثون في آلية عمل المواد الأفيونية، مثل المورفين، هم من اكتشفوا ذلك.
ومن الناحية التاريخية، بدأ أول تطبيق لفكرة المداواة ذاتية المنشأ مع الفيزيولوجي والصيدلي البريطاني هنري ديل في العقد الثاني من القرن الماضي، حيث تم اكتشاف دور أستيل كولين في النقل المشبكي, وفي وقت لاحق أثبت الفيزيولوجي النمساوي أوتو لوفي أن الأستيل كولين يقوم بدور الناقل العصبي المشترك في نقاط الاشتباك للـجهاز العصبي الذاتي تقريبًا (سماه لوفي في البداية باسم فاجوستوف (Vagusstoff) وتمت تسميته في وقت لاحق بأستيل كولين). وحدث الأمر ذاته لناقل عصبي لا إرادي آخر، وهو نورإبينفرين (أسماه لوفيأكزيليرانستوف(Akzeleransstoff)) حيث ثبت لاحقًا أنه مماثل من الناحية الكيميائية لعامل دوائي تم استخدامه لفترة طويلة، الأدرنالين، وهو عبارة عن هرمون تفرزه الغدة الكظرية. وقد حصل العالمان عام 1963 على جائزة نوبل في الفيزيولوجيا أو الطب لما قدموه من مساهمات رائدة ومهمة.
تحظى مبادئ المداواة ذاتية بأهمية كبيرة في مجالات البحث المتعلقة بالألم والالتهاب, نتيجة للعدد الكبير للمراسالات، تستجيب أجهزة النقل والمضمنات الذاتية المشتركة على المستويين الجزيئي والخلوي. تتأثر أيضًا آليات التحكم وتنظيم وظائف جهاز الدوران والوظائف الكلوية وتفاعلاتها (مثل نظام الرينين-أنجيوتنسين) بدرجة كبيرة بعوامل المداواة ذاتية المنشأ؛ وكان البروفيسور ماوريسيو روشا إي سيلفا (Mauricio Rocha e Silva) أحد رواد مجال المداواة ذاتية المنشأ، وكان يترأس فريقًا من الباحثين البرازيليين الذين اكتشفوا براديكينين في عام 1948، وهي عبارة عن مادة ذاتية المنشأ مشتركة في انخفاض ضغط الدم في صدمة الدورة الدموية	. وبالطبع، تحظى كل هذه النظم بأهمية بالغة في مجال الممارسة السريرية واكتشاف العقاقير العلاجية الجديدة.
قد تندرج المواد التالية ذاتية المنشأ تحت مفهوم المداواة ذاتية المنشأ:
- الإندورفين
- الدينورفين
- البراديكينين
- البروستاغلاندين
- الأنجيوتنسين
- السيكريتين
- الغاسترين
- الكوليسيستوكينين
- الهستامين
- الكانابينُويد
- المادة ع

يتمثل المعيار العلمي الرئيسي لعامل المداواة ذاتية المنشأ هو اكتشاف مستقبلات غشائية محددة لها، وربما تنبيغاتها وآليات تأشير الخلية.
ولم يكن هذا المصطلح أكثر من مجرد مفهوم سائد، وقد عفا عليه الزمن، في ظل تقدم الأبحاث حول الآليات الأساسية. وفي أحد الأبحاث الحديثة التي أجريت في قاعدة بيانات ببميد، تشير ستة عناوين فقط إلى مصطلح المداواة ذاتية المنشأ.